# Ingemar Rhedin
Karl Vilhelm Ingemar Rhedin, född 13 september 1942, är en svensk lärare och översättare. Han har under lång tid verkat för att främja de kulturella banden mellan Sverige och Grekland bland annat genom att ha introducerat flera samtida grekiska poeter i Sverige och även översatt 1979 års nobelpristagare Odysseas Elytis. Han var nära vän till den grekiske kompositören Mikis Theodorakis med vilken han arrangerade och genomförde flera stora internationella turnéer.

## Småskrifter
- Mikis Theodorakis: hans musik, hans kamp (Bokmaskinen i Göteborg, 1978)
- Manos Hadjidakis: Orchestre des couleurs: inför konserten i Stockholms stadshus, Blå hallen, onsdagen den 7 november 1990 (I. Rhedin, 1990)
- "30 år med grekisk folksång": en inledning till folkmusikens traditioner (I. Rhedin, 1990)

## Översättningar
- Kostis Papakongos: Polarnatt (Poliki nichta) (FIB:s lyrikklubb, 1970)
- Kostis Papakongos: Ostraka (Ostraka) (Författarförlaget, 1973)
- Odysseas Elytis: Axion esti: Lovad vare (To axion esti) (Bonnier, 1979)
- Mikis Theodorakis: Ärkeängelns vägar (I dhromi tou archangelou) (Askelin & Hägglund, 1988)
- Maria Lampadaridou-Pothou: Mystisk passage = Mistiko perasma (Bonnier, 1996) [tvåspråkig utgåva]
- Kiki Dimoula: Glömskans pubertet = Ē ephēbia tēs lēthēs (Axion edition, 1997) [tvåspråkig utgåva]
- Kiki Dimoula: Var hälsad aldrig = Chaire pote (Axion edition, 2002) [tvåspråkig utgåva]. 2., rev. uppl. 2004
- Kiki Dimoula: På spåren = Epi ta ichne (Axion edition, 2004) [tvåspråkig utgåva]
- Katerina Anghelaki-Rooke: Motvalls kärlek = Enantios erotas (Axion edition,  2005) [tvåspråkig utgåva]
- Haris Vlavianos: Semester hos verkligheten: (dikter, skisser, omskrivningar) = Dhiakopes stin praghmatikotita: (piimata, schedhiasmata, metaghrafes) (Axion, 2010) [tvåspråkig utgåva]